# 山崎豊治
山崎 豊治（やまざき とよはる）は、江戸時代前期から中期の旗本。讃岐国仁保領主を経て、備中国成羽領初代領主。

## 生涯
元和5年（1619年）、当時備中国成羽藩主だった山崎家治の次男として成羽で生まれる。母は豊臣秀吉の正室高台院の甥に当たる歌人木下勝俊の娘・智光院。母の縁戚関係として、従弟に公家で権大納言の阿野実藤、又従兄弟に備中国足守藩4代藩主木下利貞、豊後国日出藩3代藩主木下俊長らがいる。また、正室は長門国長府藩初代藩主毛利秀元の娘・千菊子。この婚姻関係により、長府藩2代藩主毛利光広、長門国清末藩初代藩主毛利元知、老中で相模小田原藩第2代藩主の稲葉正則、奏者番で刈谷藩土井家初代（三河西尾藩主）の土井利長らと義兄弟の関係となる。
慶安4年（1651年）10月、兄俊家の死去により僅か3歳で家督を継いだ山崎治頼の後見人として、讃岐国仁保5,000石を分与される。明暦3年（1657年）3月6日、甥で丸亀藩主山崎治頼が8歳で早世したため丸亀藩山崎家は無嗣断絶のため改易となった。同年4月28日、豊治は幕府より治頼の名跡相続を認められ、讃岐国仁保5,000石の所領は安堵されることとなり、万治元年（1658年）4月に徳川家綱に謁見した。
同年5月、播磨龍野藩主の京極高和が丸亀藩へ転封されることに伴い、幕府の計らいにより所領を旧領の備中国川上郡成羽5,000石に移されることとなった。豊治は同年8月に幕府より成羽に赴くことを許されお国入りを果たしている。父の山崎家治が寛永16年（1639年）に肥後国富岡藩（天草）へ転封して以来、山崎家が19年ぶりに成羽に戻ることとなった。尚、このお国入りが山崎家代々の習わしとなり、後年交代寄合表向御礼衆に加わる契機となった。豊治は成羽にお国入りすると、前藩主の水谷勝隆の転封に伴い放置されていた築城工事を引き継ぐ形で、成羽陣屋を完成させている。元禄元年12月9日（1688年12月31日）に隠居を願い出て許され、家督は三男・山崎義方（長男市十郎と次男常治は共に早世していた）に譲った。その後、長寿を全うし元禄13年12月24日（1701年2月1日）に82歳で成羽にて死去した。

## 系譜
- 父：山崎家治
- 母：歌人（元備中国足守藩主）木下勝俊の娘・智光院
- 正室：長門国長府藩初代藩主毛利秀元の娘・千菊子[3]
- 生母不明の子女
  - 長男：市十郎（早世）
  - 次男：山崎常治（家督相続前に死去）
  - 三男：山崎義方